# Gercse (Ausztria)
Gercse (németül: Gritsch) Rábaszentmárton településrésze, egykor önálló község Ausztriában, Burgenland tartományban, a Gyanafalvi járásban.

## Fekvése
Gyanafalvától 3 km-re délnyugatra, a Rába jobb partján fekszik.

## Története

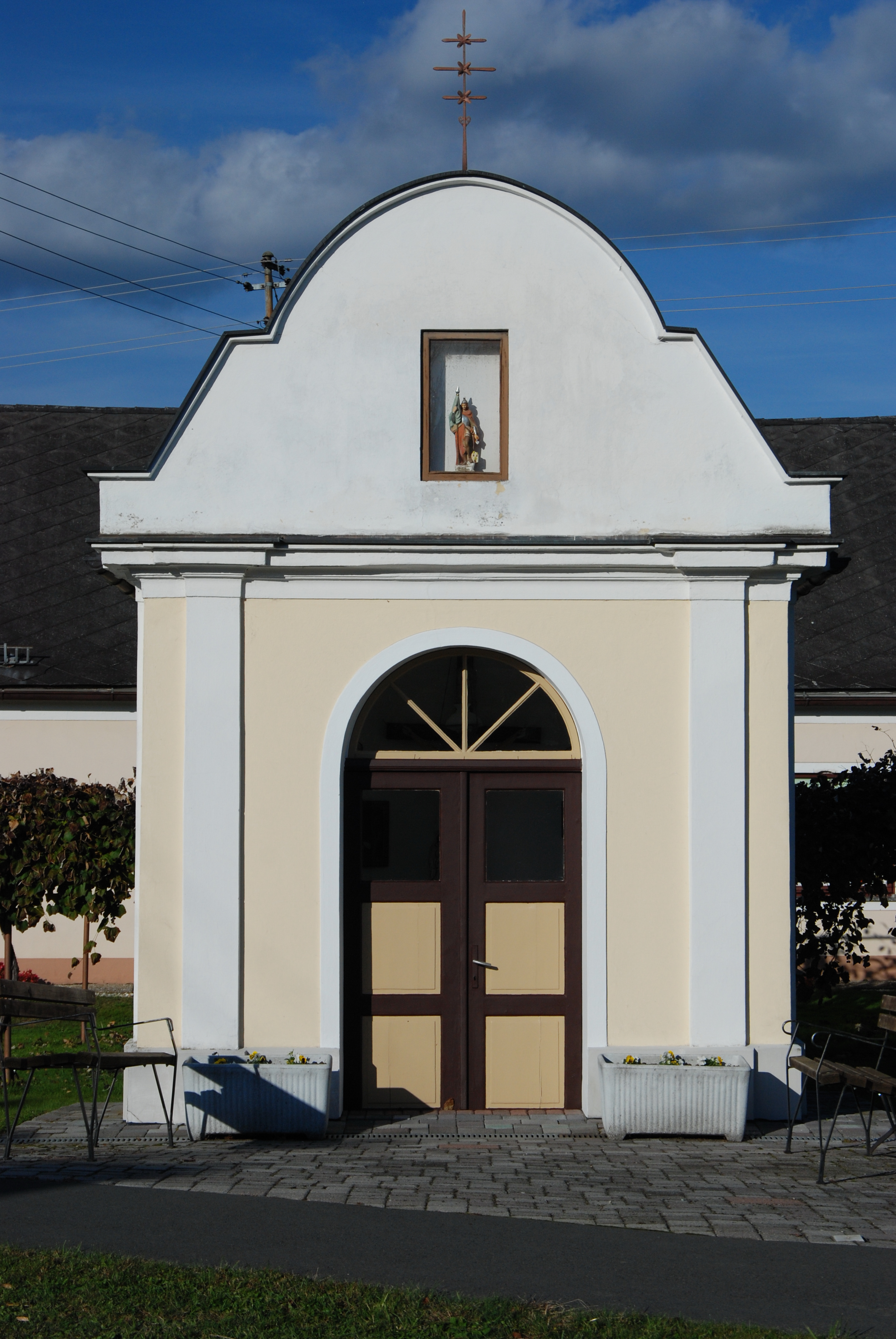
Útikápolna

A település nevét 1387-ben Gerencher alakban említik először. Dobra várának uradalmához tartozott.  1387-ben Luxemburgi Zsigmond Dobra várát az uradalommal együtt a Széchy családnak adományozta. 1605-ben a Rába völgyével együtt Bocskai hajdúi dúlták fel. 1607-ben a dobrai uradalommal együtt a Batthyány család birtoka lett. 1720-ban 8 házat számláltak a településen. 1787-ben 20 házában 113 lakos élt. 1828-ban 20 háza volt 136 lakossal. 1857-be 24 házat és 165 lakost számláltak a településen.
Vályi András szerint " GRICS. Elegyes német falu Vas Vármegyében, földes Ura Gróf Batthyáni Uraság, lakosai katolikusok, fekszik Német Sz. Mártonyhoz nem meszsze, mellynek filiája, Szent Gothárdhoz más fél mértföldnyire, határja középszerű, tulajdonságai hasonlók Alsó Szolnokéhez, második Osztálybéli.."
Fényes Elek szerint " Grics, német falu, Vas vmegyében, a dobrai uradalomban: 173 kath. lak. Ut. p. Fürstenfeld."
Vas vármegye monográfiája szerint " Grics, 31 házzal és 190 németajkú r. kath. lakossal. Postája Rába-Szt.-Márton, távírója Gyanafalva. A dobrai uradalomhoz tartozott."
1910-ben 34 háza és 196 lakosa volt. A trianoni békeszerződésig Vas vármegye Szentgotthárdi járásához tartozott. A békeszerződések Ausztriának ítélték, az osztrák csendőrség azonban csak 1921 novemberében vonult be a településre. 1971-ben közigazgatásilag Rábaszentmártonhoz csatolták. 2001-ben 113 lakosa volt.

## Nevezetességei
- Útikápolna.